# 柴田政見
柴田 政見（しばた まさみ、1946年7月1日 - ）は日本中央競馬会(JRA)・栗東トレーニングセンターに所属していた元調教師、元騎手。実弟にそれぞれ元騎手の柴田政人（三男）と柴田利秋（四男）がおり、騎手時代は「柴田三兄弟」として知られた。青森県出身。

## 来歴
1946年、青森県上北郡上北町（現・東北町）に、農家の次男として生まれる。叔父に当時騎手であった柴田不二男がおり、実家は不二男の勧めで競走馬生産も兼業していた。中学校2年生のとき、名古屋競馬場で初めて競馬を現地観戦したことをきっかけに騎手を志し、中学卒業後に馬事公苑騎手養成長期課程に第13期生として入所した。
修了後、中京競馬場で調教師に転身していた不二男の厩舎に所属し、1965年に騎手デビュー。当年20勝を挙げ、民放競馬記者クラブ賞（新人賞）を受賞した。翌年にはミスハツライオーで京都牝馬特別を制し、重賞初勝利を挙げる。以後長らく年間20勝前後を挙げる中堅騎手として活動を続けた。1974年10月27日の京都開催では、政見がスカイシーダーでタマツバキ記念（秋）、政人がアイテイシローで京都牝馬特別を制し、史上初の兄弟同日重賞制覇を達成。同日勝利ではないが、末弟の利秋も重賞に勝利しており、中央競馬で三兄弟による重賞勝利は他に例がない。
1980年代に入ると年間成績は10勝前後で推移、1987年から1989年はいずれもひと桁勝利に終わった。翌1990年には調教師免許を取得し、同年2月をもって騎手を引退した。通算4260戦364勝・重賞9勝。なお、政人のデビュー以降、それぞれの名前は「柴田見」、「柴田人」と略記されていた。
1991年、滋賀県栗東トレーニングセンターに自身の厩舎を開業。初出走は同年3月9日の小倉競馬第9競走のハシエイトで3着、初勝利は同年4月6日京都競馬第2競走に同じくハシエイトで挙げた（延べ2頭目）。騎手は厩舎の主戦騎手と言える和田竜二の他、渡辺薫彦、熊沢重文を起用することが多い。
2015年10月20日付けで体調不良により調教師を勇退。通算成績は中央競馬4234戦259勝、地方競馬119戦16勝。

## 騎手成績
| 通算成績 | 1着 | 2着 | 3着 | 4着以下 | 騎乗回数 | 勝率 | 連対率 |
| -------- | --- | --- | --- | ------- | -------- | ---- | ------ |
| 平地     | 355 | 398 | 425 | 3,011   | 4,179    | .085 | .180   |
| 障害     | 9   | 16  | 13  | 41      | 81       | .111 | .309   |
| 計       | 364 | 414 | 428 | 3,054   | 4,260    | .085 | .183   |

|            | 日付           | 競走名             | 馬名             | 頭数 | 人気 | 着順 |
| ---------- | -------------- | ------------------ | ---------------- | ---- | ---- | ---- |
| 初騎乗     | 1965年3月6日   | -                  | ツカダホマレ     | -    | -    | 5着  |
| 初勝利     | 1965年4月10日  | -                  | フジハヤト       | -    | -    | 1着  |
| 重賞初騎乗 | 1965年10月10日 | アラブ大障害（秋） | キヨヒロ         | 7頭  | 7    | 5着  |
| 重賞初勝利 | 1966年11月20日 | 京都牝馬特別       | ミスハツライオー | 9頭  | 5    | 1着  |
| GI級初騎乗 | 1969年12月14日 | 阪神3歳S           | スズカシルバー   | 15頭 | 10   | 15着 |

### 主な騎乗馬
- ミスハツライオー（1966年京都牝馬特別）
- タケダヒカル（1967年アラブ大賞典・秋）
- ディクタボーイ（1973年シンザン記念）
- エビスオール（1974年阪神4歳牝馬特別）
- スカイシーダー（1974年セイユウ記念、タマツバキ記念・秋）
- オーラミハル（1975年CBC賞）
- サンライダー（1980年中日新聞杯）
- ヒヨシシカイナミ（1981年愛知杯）
- パワーシーダー（1985年中京記念）

その他
- オヤマテスコ

## 調教師成績
|            | 日付           | 競馬場・開催  | 競走名              | 馬名               | 頭数 | 人気 | 着順 |
| ---------- | -------------- | ------------- | ------------------- | ------------------ | ---- | ---- | ---- |
| 初出走     | 1991年3月9日   | 2回小倉5日9R  | アラブスプリントS   | ハシエイト         | 11頭 | 4    | 3着  |
| 初勝利     | 1991年4月6日   | 3回京都5日2R  | アラ系4歳上オープン | ハシエイト         | 11頭 | 1    | 1着  |
| 重賞初出走 | 1991年9月22日  | 3回中京6日11R | 神戸新聞杯          | オーバーパパグラス | 11頭 | 8    | 6着  |
| 重賞初勝利 | 2002年10月26日 | 3回中山7日11R | 武蔵野S             | ダブルハピネス     | 16頭 | 4    | 1着  |
| GI初出走   | 1993年11月7日  | 6回京都2日10R | 菊花賞              | ロイヤルフェロー   | 18頭 | 6    | 10着 |
| GI初勝利   | 2012年12月22日 | 5回中山7日10R | 中山大障害          | マーベラスカイザー | 15頭 | 3    | 1着  |

### 主な管理馬
※括弧内は当該馬の優勝重賞競走、太字はGI級競走。
- ダブルハピネス（2002年武蔵野ステークス）
- テイエムアンコール（2010年大阪杯）
- ドングラシアス（2011年小倉サマージャンプ）
- マーベラスカイザー（2012年中山大障害）
- コーリンベリー（2015年かきつばた記念）[5]

## 関連する人物
- 柴田善臣（甥・長兄の子。騎手）
- 柴田健登（遠戚・善臣の子。厩務員）
- 柴田陸樹（遠戚・善臣の子。オートレース選手）
- 柴田博之（甥・利秋の子。元プロ野球選手）
- 内田国夫 （調教助手、元騎手。弟弟子に当たる）